# سان بنیتو آباد (سوکره)
سان بنیتو آباد (سوکره) (به اسپانیایی: San Benito Abad) یک سکونتگاه مسکونی در کلمبیا است که در بخش سوکره واقع شده‌است.